# Condado de Washington (Minnesota)
O Condado de Washington (em inglês:  Washington County) é um dos 87 condados do estado americano do Minnesota. A sede do condado é Stillwater e sua maior cidade é Woodbury. Foi fundado em 27 de outubro de 1849.
O condado possui uma área de 1 095 km², dos quais 995 km² estão cobertos por terra e 100 km² por água, uma população de 238 136 habitantes, e uma densidade populacional de 239,3 hab/km² (segundo o censo nacional de 2010). É o quinto condado mais populoso do Minnesota.